# 紀元前728年
紀元前728年（きげんぜん728ねん）は、西暦（ローマ暦）による年。紀元前1世紀の共和政ローマ末期以降の古代ローマにおいては、ローマ建国紀元26年として知られていた。紀年法として西暦（キリスト紀元）がヨーロッパで広く普及した中世時代初期以降、この年は紀元前728年と表記されるのが一般的となった。

## 他の紀年法
- 干支 : 癸丑
- 中国
  - 周 - 平王43年
  - 魯 - 恵公41年
  - 斉 - 釐公3年
  - 晋 - 孝侯12年
  - 秦 - 文公38年
  - 楚 - 武王13年
  - 宋 - 穆公元年
  - 衛 - 桓公7年
  - 陳 - 桓公17年
  - 蔡 - 宣侯22年
  - 曹 - 桓公29年
  - 鄭 - 荘公16年
  - 燕 - 繆侯元年
- 朝鮮
  - 檀紀1606年
- ユダヤ暦 : 3033年 - 3034年

## できごと
- デイオケスが即位し、メディア王国を起こす（ - 紀元前550年）。都はエクバタナ（現ハマダーン）。